# Rolf Toft
Rolf Glavind Toft (født 4. august 1992 i Hjørring) er en dansk tidligere professionel fodboldspiller, der nu spiller for Brønderslev Idrætsforening på amatørbasis.

## Karriere

### AaB
Toft blev første gang rykket op i AaB's førsteholdstrup af træner Kent Nielsen i juni 2011. I første omgang blev det dog ikke til en kontrakt med klubben, men kort tid efter indgik han en toårig kontrakt med den nordjyske klub, hvor han samtidigt blev indlemmet i førsteholdstruppen. Et halvt år senere blev aftalen med AaB forlænget frem til sommeren 2015.
I august 2013 blev Toft udlejet til 1. divisionsklubben Vejle Boldklub for sæsonen 2013/14. Kontrakten blev dog ophævet før tid den 30. januar 2014 efter enighed mellem Vejle Boldklub, AaB og Rolf Toft.

### Stjarnan
Den 15. juli 2014 blev det offentliggjort, at Rolf Toft skiftede til islandske Stjarnan efter det afbrudte samarbejde mellem AaB og Rolf Toft et år før kontraktudløb. Toft og Stjarnan vandt i denne sæson mesterskabet, før han skiftede videre til Víkingur, der blev nummer fire i samme sæson.

### Knattspyrnufélagið Víkingur
Et halvt år efter skiftet til Stjarnan blev det offentliggjort, at Rolf Toft skiftede til Knattspyrnufélagið Víkingur på en toårig kontrakt. Før skiftet til Víkingur var han til prøvetræning i norske Start og svenske Halmstad.
Han forlod islandsk fodbold i oktober 2016 og satte i samme ombæring den professionelle karriere på stand-by.

### Nørresundby Forenede Boldklubber
Toft skiftede til Danmarksserie-klubben Nørresundby Forenede Boldklubber med start fra foråret 2017.